# Станіслав Кардашевич

Надгробок Станіслава Кардашевича на католицькому цвинтарі в Острозі до знищення радянською владою.

Станіслав Кардашевич (пол. Stanisław Kardaszewicz; 8 травня 1826, Білогородка, Ізяславський повіт, Волинська губернія — 6 жовтня 1887, Острог) — дослідник історії міста Острога. Шляхтич гербу Аксак.

## Життєпис
Народився 8 травня 1826 року в с. Білогородка на Волині.
В 1844–1869 роках працював секретарем в Острозькому повітовому суді. Водночас був секретарем останнього маршалка Острозького повіту Ксаверія Йотки.
Відома лише одна книга автора — «Давня історія міста Острога. Матеріали до історії Волині» (пол. Dzieje dawniejsze miasta Ostroga. Materiały do historyi Wołynia), видана польською мовою у Кракові в 1913 році. Редактором видання і автором передмови виступив польський історик Александер Яблоновський. Автор вступної статті Генрик Мосьціцький. Оригінал рукопису книги зберігається у Національній Бібліотеці в Варшаві.
Могилу Станіслава Кардашевича на старому католицькому цвинтарі в Острозі на початку 20 століття віднайшов краєзнавець і археолог Йосип Новицький. В 1938 році коштом Польського краєзнавчого товариства на могилі Станіслава Кардашевича встановлено нового пам'ятника. В 1950-х роках за розпорядженням місцевої влади цвинтар було знищено, а на його місці влаштовано стадіон. Постамент надмогильного пам'ятника Станіслава Кардашевича перевезено до Острозького замку і встановлено біля так званого Будинку мурованого. На сьогодні, під дією часу і опадів напис з постаменту практично щез.
Дружина — Камілія Дембська, син — Казімеж, генерал-підпоручник резерву Війська Польського.

## Праці
- Stanisław Kardaszewicz, Kościół farny w Ostrogu // Pamiętnik Religijno-Moralny: czasopismo ku zbudowaniu i pożytkowi tak duchownych jako i świeckich osób. 1854, T. 27, no 10. (пол.)
- Stanisław Kardaszewicz, Dzieje dawniejsze miasta Ostroga. Materiały do historyi Wołynia. Z przedmową Aleksandra Jabłonowskiego oraz życiorysem autora przez Henryka Mościckiego, Warszawa-Kraków 1913. (пол.)